# Шериње
Шериње (фр. Chérigné) насеље је и општина у западној Француској у региону Поату-Шарант, у департману Де Севр која припада префектури Ниор.
По подацима из 2011. године у општини је живело 142 становника, а густина насељености је износила 18,02 становника/km². Општина се простире на површини од 7,88 km². Налази се на средњој надморској висини од 66 метара (максималној 115 m, а минималној 58 m).

## Демографија
| 1962. | 1968. | 1975. | 1982. | 1990. | 1999. | 2011. |
| ----- | ----- | ----- | ----- | ----- | ----- | ----- |
| 215   | 222   | 184   | 159   | 161   | 150   | 142   |

График промене броја становника у току последњих година